# Чайковская художественная галерея
Чайковский историко-художественный музей —— историко-художественный музей, расположенный в городе Чайковском Пермского края. В коллекции музея хранится около 7 000 предметов, отражающих историю, духовную и материальную культуру г. Чайковского, а так же произведений русского изобразительного искусства конца XVIII—начала XXI века.

## История создания
Музей является практически ровесником г. Чайковского, открыт он 8 ноября 1963 г. силами ветеранов-энтузиастов, которые кропотливо собирали крупинки истории, чтобы рассказать о дне сегодняшнем будущим поколениям.
Первые 15 лет музей работал на общественных началах как народный краеведческий. Активное участие в создании и работе музея принимали пенсионеры Мухачев А.Ф., Голдина М.М., Мясникова Е.М., Койков В.С., Наговицина Г.Т., фотограф Б.Ф. Абросимов, художник И.А. Ценев. Большое внимание они уделяли сбору материалов по истории Фокинского района и комплектованию фондов музея. Возглавил группу энтузиастов Николай Петрович Кузьмин, впоследствии ставший первым директором Чайковского народного музея (1963 – 1976 гг.). С первых дней в работу музея вошли постоянные тематические выставки и общественные мероприятия, а в 1966 году посещение музея вошло в планы туристических маршрутов.
В 1966 г. с одной из туристских групп музей посетила внучатая племянница П.И. Чайковского Ксения Юрьевна Давыдова – Заслуженный работник культуры РФ. Тогда она познакомилась с организаторами народного музея и его общественным директором Н.П. Кузьминым, с которым вела активную переписку. Ксения Юрьевна написала Николаю Петровичу в мае 1968 г. о желании московского коллекционера А.С. Жигалко передать в дар Чайковскому народному музею большую коллекцию художественных произведений с целью организации в городе художественной галереи. Все расходы по упаковке, погрузке и транспортировке картин из Москвы в г. Чайковский взял на себя Горисполком города. Передача картин началась в июне: Н.П. Кузьмин пассажирским поездом и теплоходом привозил работы из Москвы в Чайковский. 
В 1970 г. Чайковскому народному музею предоставлено новое здание по ул. Мира, 21, на первом этаже которого разместился музей, а на втором и третьем – на базе дара московского коллекционера А.С. Жигалко создавалась картинная галерея. Активисты народного краеведческого музея на основе дара коллекции русского искусства кон. XVIII – нач. XX вв. в день рождения А.С. Жигалко 21 февраля 1970 г. открыли в городе художественный музей. Приказом Министерства культуры РСФСР №280 от 27 апреля 1970 г. в Чайковская картинная галерея стала филиал Пермской государственной галереи.  
В рамках общероссийской тенденции Чайковский краеведческий музей с 1 августа 1978 г. филиалом Пермского областного музея, под руководством которого началось создание новых экспозиций по истории города Чайковского. Для сохранения исторической зоны г. Чайковского с 60-х гг. XX в. активисты музея вели активную работу по сохранению памятника архитектуры регионального значения – курной избы в кон. XVIII – нач. XIX вв. (передана в ведение музея в 1989 г.) и двух домов кон. XIX в. расположенных на ул. Гагарина. В 1993 г. как сектор Чайковского краеведческого музея в курной избе открыт музей «Крестьянская усадьба», экспозиция которого посвящена материальной и духовной культуре старообрядческого населения Сайгатской волости.
С 1 января 2010 г. Чайковский краеведческий музей и Чайковская картинная галерея стали муниципальными бюджетными учреждениями культуры. В рамках общероссийской тенденции реорганизации муниципальных учреждений 10 января 2019 г. постановлением администрации Чайковского муниципального района Пермского края №1081 от 20 сентября 2018 г.  Чайковская художественная галерея реорганизована и присоединена к Чайковскому краеведческому музею.  Образовано новое муниципальное бюджетное учреждение культуры «Чайковский историко-художественный музей», в котором выделено 3 крупных отдела: исторический, художественный, этнографический отдел. Исторический отдел музея создан на базе краеведческого материала и характеризует историю и современное развитие города. На основе фондов Чайковской галереи образован художественный отдел, занимающийся пропагандой русской живописи кон. XIX – нач. XX вв. Сектор «Крестьянская усадьба» стал этнографическим отделом музея, на базе которого идут работы по созданию АЭК «Сайгатка».
В 2020 году благодаря включению в федеральный национальный проект «Культура» в музее открыт Виртуальный концертный зал. К 75-летию Победы в Великой Отечественной войне проведена масштабная работа по созданию экспозиции «По дорогам войны».
Значение музея необычайно велико для жителей Чайковского района. Чайковский народный краеведческий музей стал первым учреждением города Чайковского, начавшим работу по изучению и сохранению истории Чайковского (в прошлом Фокинского) района. Чайковский историко-художественный музей является не только сосредоточием исторической памяти молодого провинциального города Чайковского, но и центром его культурной среды. Это единственное крупное учреждений культуры г. Чайковского, занимающееся сохранением и интерпретацией историко-культурного наследия Чайковского городского округа на научной основе.  

## Коллекция

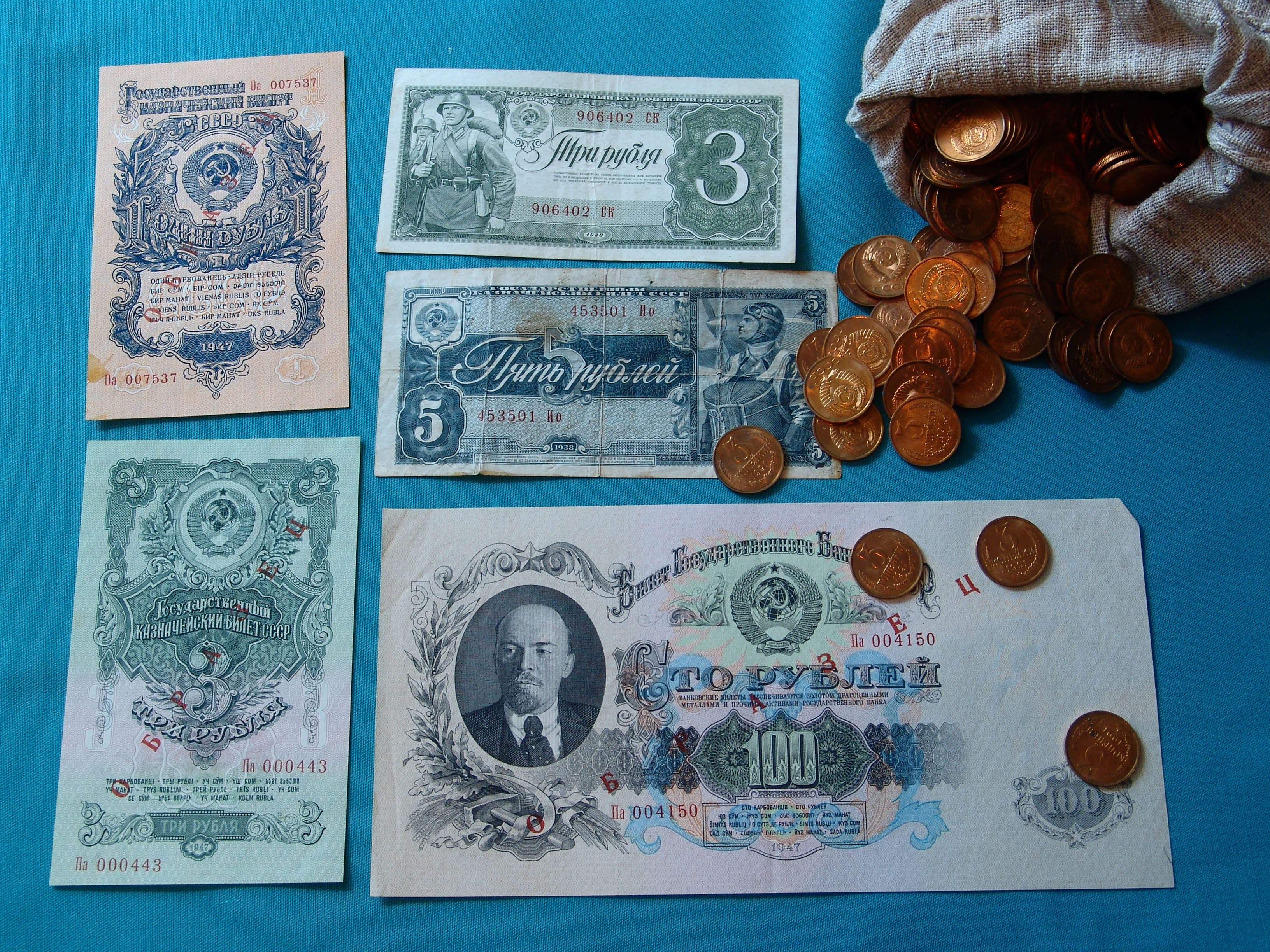
Бонны из коллекции В.В. Селивонова

В фондах Чайковского историко-художественного музея находятся более 7 тысяч предметов, объединенных в 50 коллекций, отражающих историю, духовную и материальную культуру г. Чайковского и Чайковского городского округа. Это одежда, предметы быта, орудия труда, книги, документы, личные дела, аудио, видео фонды. Музей располагает собранием русских самоваров и поддужных колокольчиков, осветительных приборов, часов, швейных машин, музыкальных инструментов, предметов мелкой пластики, графики и живописи и т.д. На первоначальном этапе фонды пополнялись энтузиастами, создававшими музей, краеведами-любителями, гидростроителями, жителями города и района. Первый экспонат музею, 17 февраля 1963 года, подарен жительницей с. Фоки, Горбуновой Анной Степановной. Это домотканое полотенце, изготовленное на кроснах в 1880 году.
Археологическая и палеонтологическая коллекции одни из первых в собрании музея. В них вошли материалы Камской археологической экспедиции Пермского университета, работавшей на территории подлежащей затоплению Воткинским водохранилищем, в конце 50-х начале 60-х годов XX века. А также находки строителей, сделанные при подготовке котлована Воткинской ГЭС – кости животных ледникового периода (мамонтов, быков-туров, шерстистых носорогов, большерогих оленей и т.д.). 

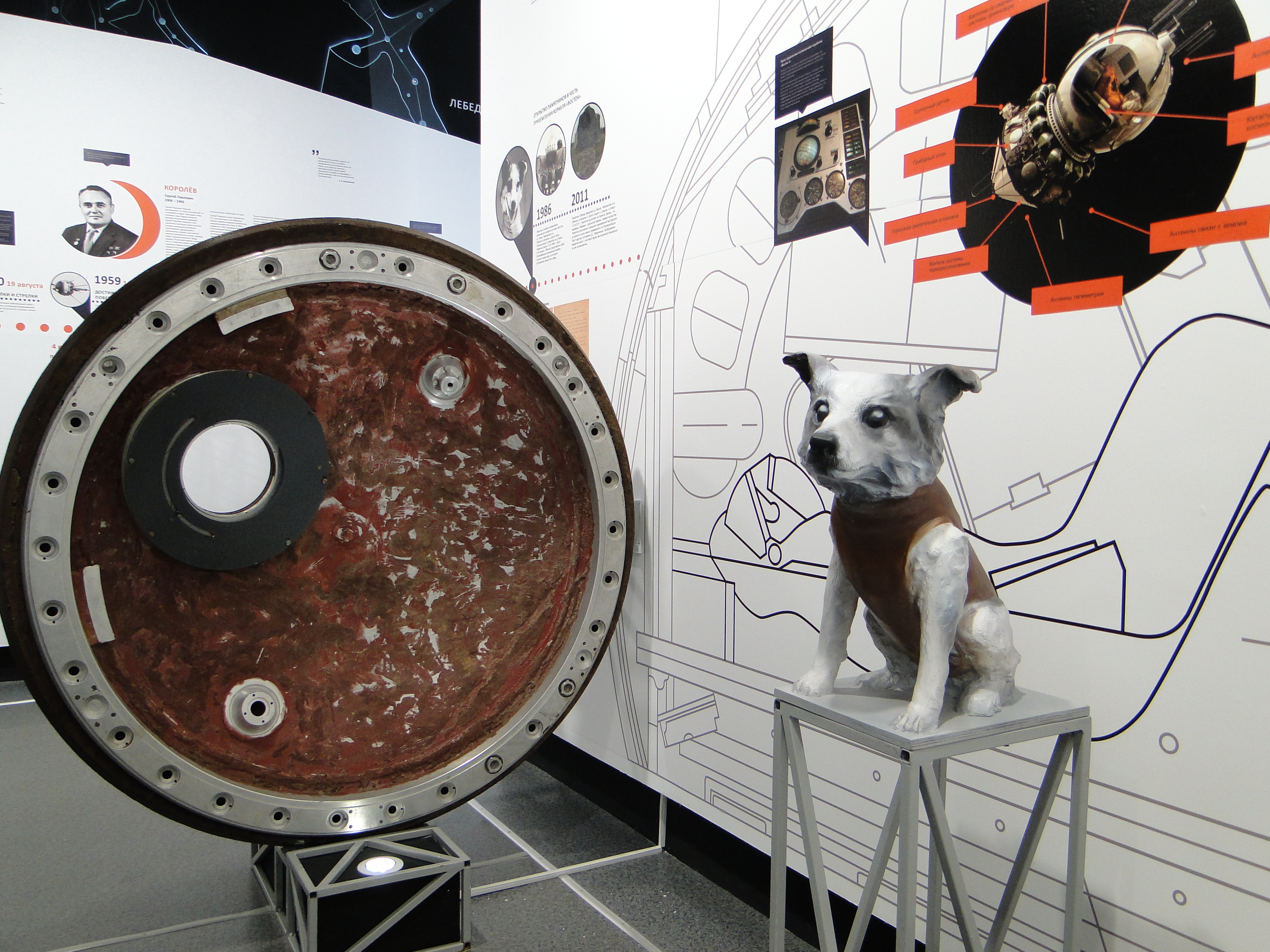
Крышка люка корабля-спутника «Восток»

Коллекция бонов и нумизматики – сама большая в собрании музея. Насчитывает более 3 тысяч предметов. Ее основу составляет коллекция денежных знаков и медалей, подаренная музею известным московским коллекционером-боннистом Валентином Владимировичем Селивоновым в ноябре 1976 года.  В составе коллекции бонны и монеты из 142 стран мира. Среди них немало редких и уникальных экспонатов. 
Среди уникальных памятников, хранящихся в фондах Чайковского музея – старопечатный сборник «Кириллова книга», изданная Московским печатным двором в 1644 году. Сборник со статьями догматико-полемического содержания против латинян, лютеран и армян, был отнесен к апокрифам и до нашего времени дошел в единичных экземплярах. 
К редким экспонатам относится крышка пятого корабля-спутника, приземлившегося в 14 километрах от города Чайковского 25 марта 1961 года. Полет с двумя пассажирами на борту, собачкой Звездочкой и резиновым манекеном человека, завершился благополучно. Поэтому через две с половиной недели в космос поднялся первый человек – Юрий Алексеевич Гагарин.

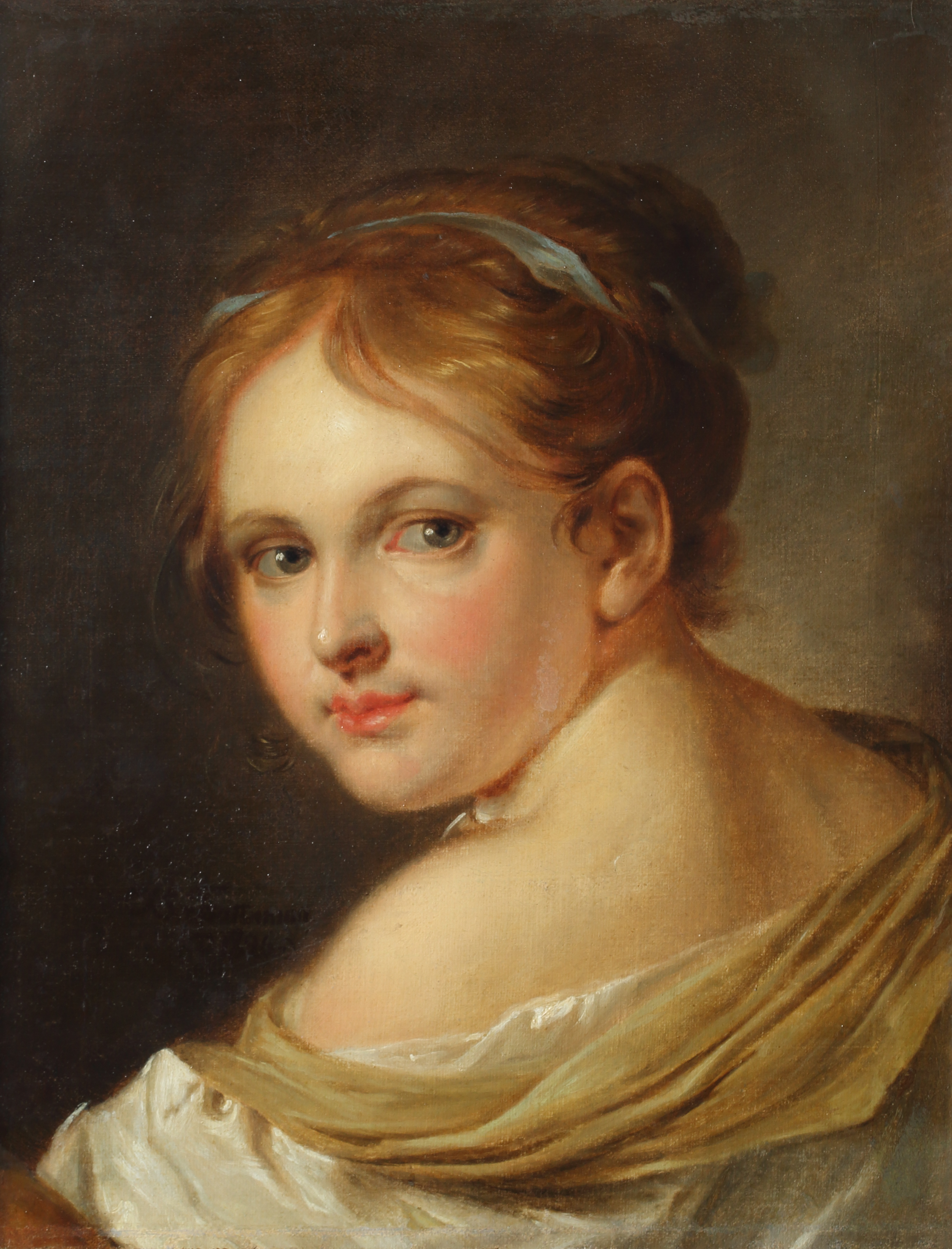
Тропинин В.А. "Портрет девушки"

Множество ярких и интересных коллекций содержит художественный фонд музея: живопись и графика, плакаты и открытки, чугунное литье и декоративно-прикладное искусство. Искусство конца XVIII—начала XIX века представлено парадными и камерными портретами, выполненными русскими и иностранными художниками: «Портрет великой княгини Елены Павловны», «Портрет Марии Федоровны жены императора Павла I», «Портрет вельможи». Жемчужиной портретной коллекции является «Портрет девушки» В.А. Тропинина. Экспозиция «Русского искусства кон. XVIII – нач. XX вв.» знакомит с полотнами Ф. А. Бруни «Мария Магдалина»,  Ф. А. Бронникова «Итальянский мальчик», И.К. Айвазовского «Чумаки», Л.Ф. Лагорио «Морской пейзаж»,  В. Е. Маковского «Стадо», И. И. Шишкина «Дорога через лог», М. К. Клодта «На лугу», И. Н. Крамского «Женский портрет». Конец XIX—начало XX века представлен в музее художественными полотнами А. Е. Архипова, С. В. Иванова, Д. Д. Бурлюка, Л. В. Туржанского, П. И. Петровичева.
Музей располагает большой коллекцией картин художника-полярника Игоря Павловича Рубана. Больше половины жизни художник провёл в Арктике и Антарктике, принимал участие в сложных экспедициях. В своих картинах Рубан стремился передать особенности полярной природы: северное сияние и свет холодного солнца, сложные оттенки снега и неба. Самая масштабная картина называется «Мореходы земли русской», её размер 2 на 4 метра. Посвящена она мужеству и выносливости людей в суровых условиях. Кроме Чайковского историко-художественного музея работы И. П. Рубана можно увидеть и в других музеях России, в том числе Государственной Третьяковской галерее и Государственном Русском Музее.
Большое количество работ в фонды музея передали художники Санкт-Петербурга: Д. Цуп, А. Ушин, Ж. Ефимовский, Л. Ильина, О. Почтенный, Б. Иванов, В. Вильнер, В. Ветрогонский, В. Горб, В. Гущин, А. Галеркин, М. Скуляри, Н. Тыркова, В. Бушуев, В. Меньшиков, Е. Блинова, В. Блинов, И. Ганзенко, А. Дурандин и др.
Чайковском историко-художественно музее представлена коллекция чугунных скульптур, подаренная в 1985 году пермским врачом, кандидатом медицинских наук Марком Михайловичем Ботштейном. Эти отливки начала XX века, выпаленные по моделям П. К. Клодта, Е. А. Лансере, Н. И. Либериха и др.

## Экспозиции музея
Чайковский историко-художественный музей – это не только сосредоточие исторической памяти молодого провинциального города Чайковского, но и центр его культурной среды. В музее представлены экспозиции:

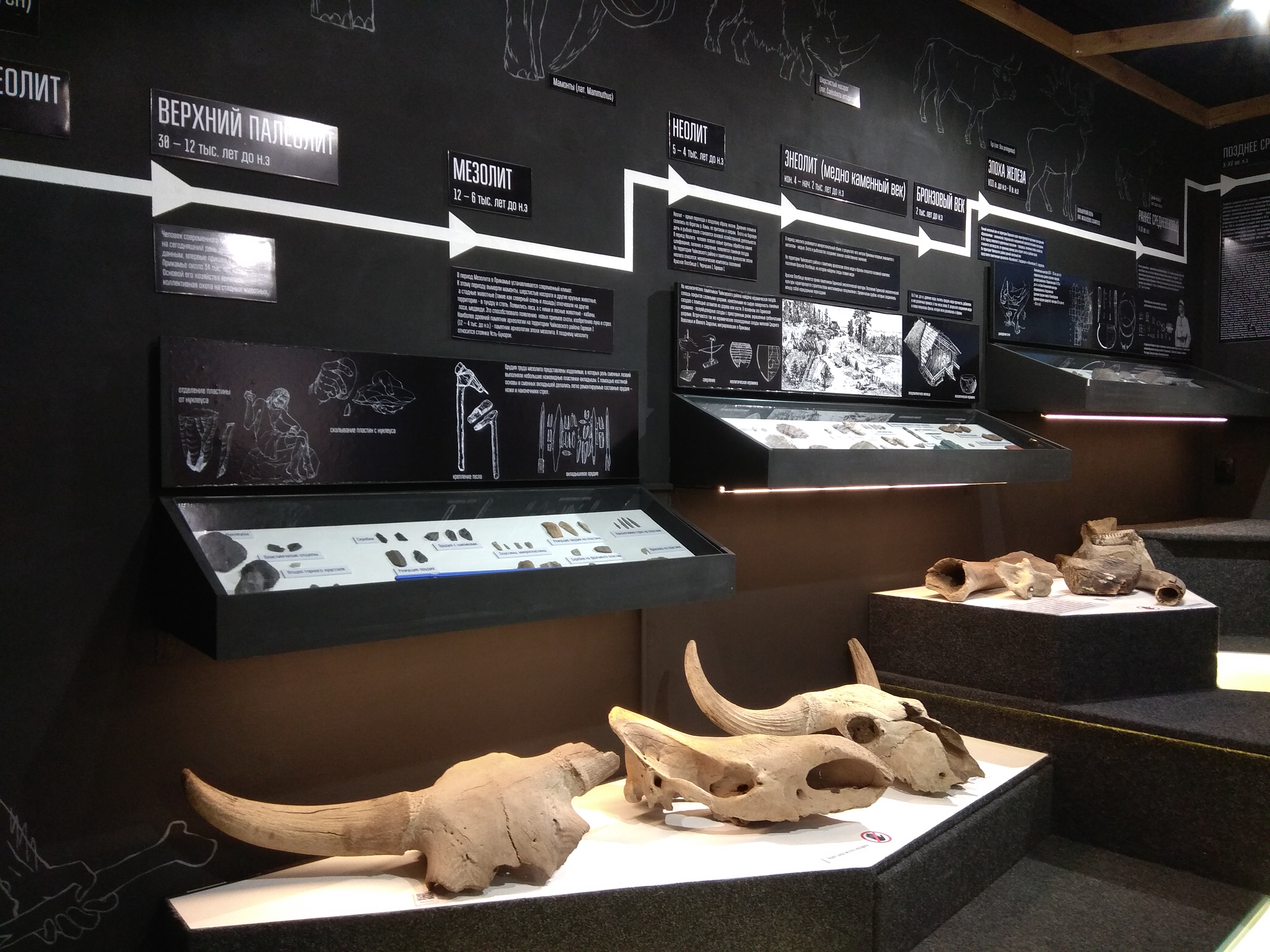
1 Экспозиция История г. Чайковского от древности до наших дней

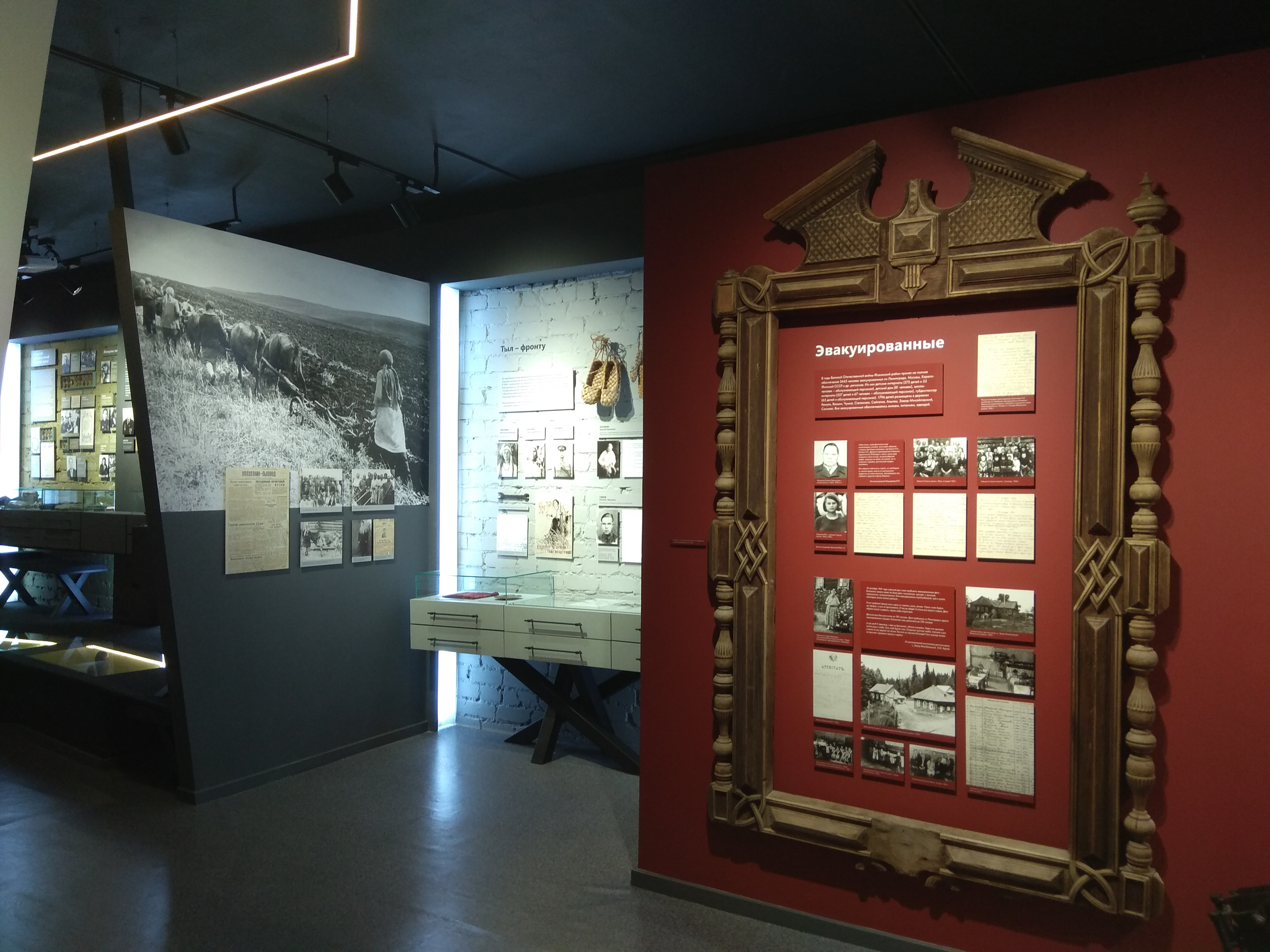
Экспозиция "По дорогам войны"

Экспозиция «История г. Чайковского от древности до наших дней» знакомит с историей заселения территории юго-запада Прикамья, строительством и развитием г. Чайковского, флорой и фауной Пермского края. Совершая увлекательное путешествие по залам исторического отдела музея, вы увидите ростры белемнитов – древних обитателей Пермского моря, кости палеотических животных – мамонтов и шерстистых носорогов, познакомитесь с жизнью и бытом крестьян Сайгаткой волости, благодаря работам Заслуженного художника РСФСР А.Н. Тумбасова узнаете об этапах строительства Воткинская ГЭС на р. Каме,  познакомитесь с деятельностью ведущих промышленных предприятий города, окунетесь в атмосферу творчества знаменитого композитора П.И. Чайковского, а так же сможете прикоснуться к крышке люка космического корабля-спутника «Восток».
Экспозиция «По дорогам войны» открыта в сентябре 2020 г. к 75-летию Победы в Великой Отечественной войне. Экспозиция рассказывает о непростых судьбах наших земляков – солдат-фронтовиков, их семей, тружеников тыла, некоторые из которых прошли несколько войн (Первая мировая, Гражданская, Великая Отечественная), а их потомки участвовали в сражениях нового времени (военные конфликты в Афганистане, Чечне). Из биографий, воспоминаний жителей Фокинского района, их личных и семейных историй сконструирована единая картина истории Фокинского района XX в. и войны в судьбах его жителей. Экспозиция создана по дизайн-проекту пермского художника А.М. Заболотникова благодаря поддержке администрации Чайковского городского округа и Филиала ПАО «РусГидро – Воскинская ГЭС».
Экспозиция «Русское искусство кон. XVIII – нач. XX вв.» представляет вниманию посетителей полотна известных русских художников В.А. Тропинина, И.К. Айвазовского, И.И. Шишкина, В.Е. Маковского, Д.Д. Бурлюка, О.Э. Браза и др. Экспозиция построена на основе собрания московского коллекционера А. С. Жигалко, передавшего городу Чайковскому коллекцию живописи, графики и скульптуры. Первая экспозиция русской живописи создана 21 февраля 1970 года в связи с открытием художественной галереи в г. Чайковском. В настоящее время посетителям музея представлена экспозиция «Русское искусство кон. XVIII – нач. XX вв.» построенная в 1995 г. (автор Шмыкова Н.С.), которая дает полное представление почти обо всех этапах развития русского искусства.
Экспозиция «Город в красках» открыта в сентябре 2021 г. Экспозиция представляет вниманию посетителей город Чайковский в красках на работах местных художников (Игнатьевой Е.А., Лимонова А.И., Путина А.Я., Султанова Р.Р., Брагина М.П., Злобина В.В., Гусева П.С., Кузнецова И.В., Власовой В.Г., Галкина Е.Н., Будникова И.А. и др.), запечатлевших историю строительства, формирования и развития города.

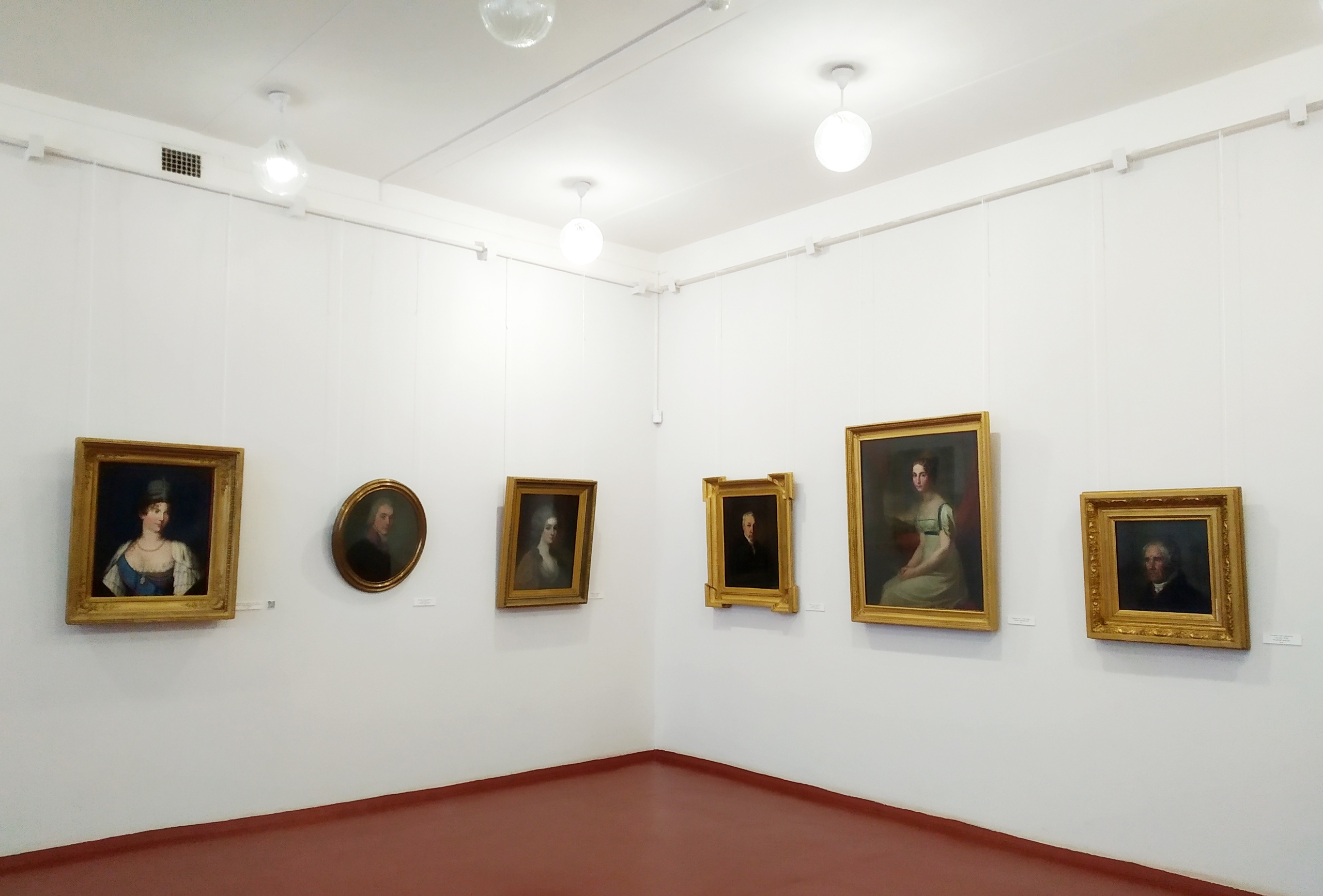
Экспозиция "Русское искусство кон. XVIII - нач. XX вв."

Экспозиция «Каслинское и кусинское литье» организована на основе дара из частной коллекции пермского врача М.М. Ботштейна, передавшего свою коллекцию Чайковской художественной галерее в 1989 г. Долгое время небольшая часть собрания экспонировалась между постоянными экспозициями. Современная экспозиция создана 6 декабря 2019 г. (автор Шмыкова Н.С.) и занимает отдельный зал 3-го этажа Чайковского историко-художественного музея. В экспозиции представлены чугунные отливки кон. XIX – нач. XX вв. – П. Клодта, Е. Лансере, Н. Либериха, А. Обера, Р. Баха и других. Из наиболее известных западноевропейских моделей – изображения Дон-Кихота и Мефистофеля, созданных французским скульптором Ж.Л. Готье. Каслинское и кусинское литье является уникальным явлением в мире искусства и неотъемлемым атрибутом русского культурного наследия.
Экспозиция «Художник-полярник И.П. Рубан» создана в начале 1990-х гг. (автор Рылова Е.А.) на основе коллекции работ И.П. Рубана, подаренной Чайковской галерее художником. Игорь Павлович собирал материал для будущих полотен в сложных полярных экспедициях Арктики и Антарктики, создав своеобразную художественную летопись освоения высоких широт. В экспозиции музея посетителям представлена уникальная коллекция художественных произведений о северной природе, отважных мореплавателях, полярных летчиках, героях севера. 

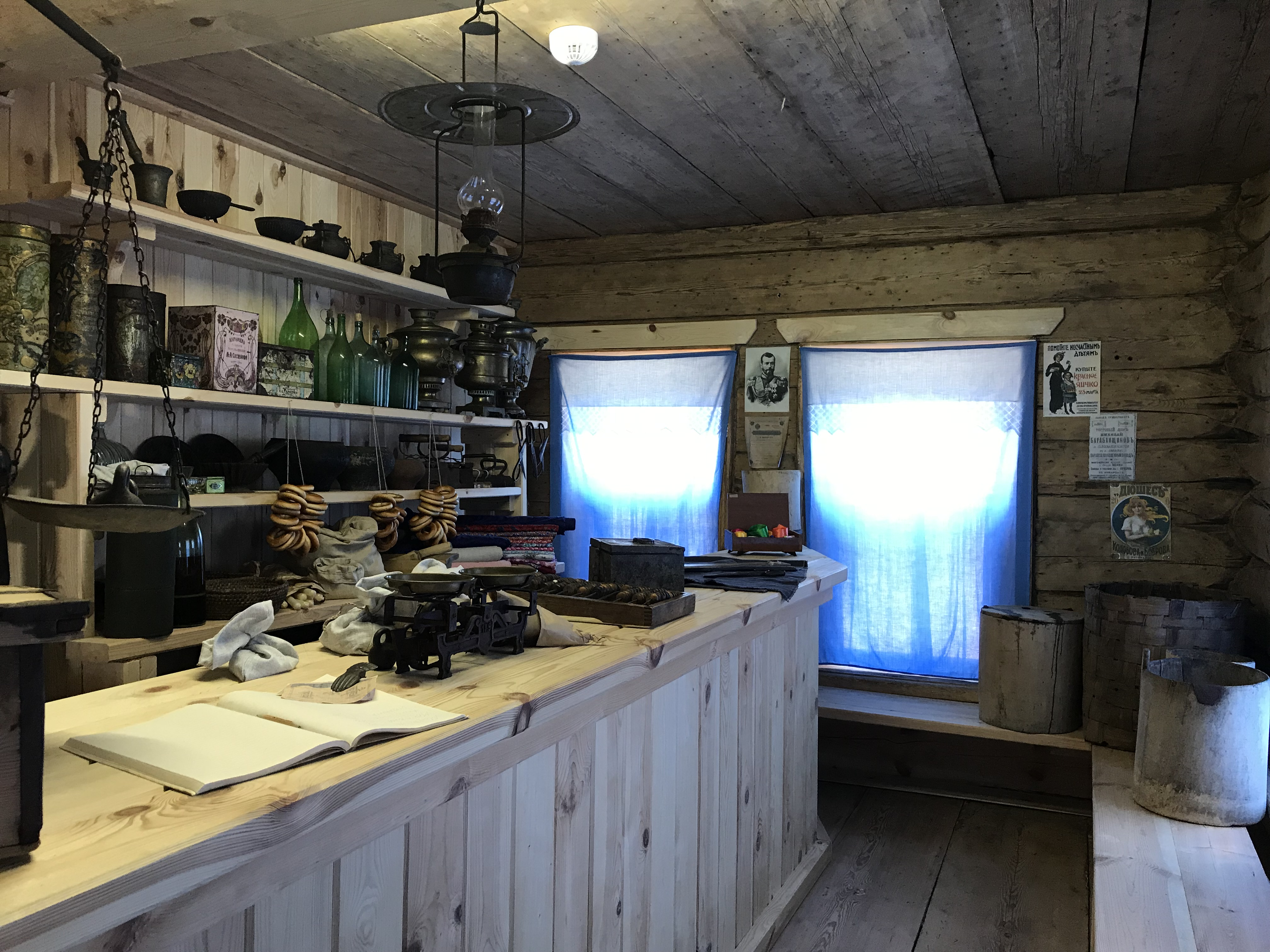
Экспозиция "Cельская торговая лавка кон. XIX – нач. XX вв."

Экспозиция «Крестьянская усадьба кон. XVIII – нач. XIX вв.» знакомит с жизнью и бытом крестьян с. Сайгатка, известного с 1646 года, с мужскими и женскими занятиями, домашней утварью и предметами быта местного населения. Экспозиция музея размещена в курной избе кон. XVIII – нач. XIX вв. которая является памятником архитектуры регионального значения.
Экспозиция «Cельская торговая лавка кон. XIX – нач. XX вв.» позволит ощутить особый колорит торгового процесса кон. XIX в., спрос на товары местных жителей, новомодные веяния. Познакомит посетителей с особенностями быта, духовными и материальными потребностями жителей с. Сайгатка среднего достатка кон. XIX – нач. XX вв. Экспозиция создана в доме кон. XIX в., открыта в 2018 г.

## Научная библиотека
Чайковский историко-художественный музей располагает научно-вспомогательной библиотекой, в которой хранится более 5000 книг по различным темам: этнография, археология, география, нумизматика, история, искусство, краеведение. Большой раздел занимает литература по истории России, Прикамья, Удмуртской республики, города Чайковского и Чайковского района, в том числе машинописные книги П.Н. Сидорова по истории Фокинского района. В библиотечном фонде имеются книги писателей Прикамья и города Чайковского: П.Ф. Куляшова, Г.Н. Солодникова, Е.П. Орловского, М.Д. Колегова, Д.Ф. Волка, А.Ш. Абдулаева, А.Л. Зашихина, В.Г. Бедермана и др. 
Библиотека является обладательницей около 300 ед. редких и ценных изданий кон. XVIII, XIX, нач. XX веков из личной коллекции, переданной в дар московским коллекционером Александром Семеновичем Жигалко. Например, "История русского искусства", в 5-и томах (Т. 1-3, 5-6. М.: Издание И. Кнебель, 1910-1913) – одного из лучших трудов по истории русского искусства. Инициатором и редактором этого многотомного труда, автором ряда его важнейших разделов был академик И. Э. Грабарь. Издание представляет большую художественную и историческую ценность и до сих пор остается самым полным собранием сведений и материалов по русской архитектуре, скульптуре и живописи. 
Периодические издания научно-вспомогательной библиотеки музея представлены подшивками газет «Камский гидростроитель», «Огни Камы» и журналов «Родина», «Музей», «Мир музея», «Народное творчество» и др. Также Библиотека располагает журналами по вопросам культуры и изобразительного искусства: «Старые годы», журнал искусства и сцены «Студия», «Золотое руно», которые издавались в начале 1900-х годов.

## Научно-просветительская деятельность
Сотрудники музея разрабатывают тематические экскурсии, проводят занятия для учащихся средних образовательных школ, циклы лекций для студентов колледжей и ВУЗов проходят, посвящённые истории и культуре города Чайковского, зарубежному и русскому искусству.
Музей проводит масштабную научную работу по участию в проектной деятельности и созданию новых экспозиций. С 2017 г. музей реализовал более 10 проектов, ставших победителями конкурсов Социальных и культурных проектов ПАО «Лукой-Пермь», Министерства культуры Пермского края, конкурса грантов Президента РФ, национального проекта «Культура».
Музеем ведётся работа по изучению коллекций, научные сотрудники участвуют в научно-практических конференциях и форумах. В рамках научно-исследовательской работы музей с 1995 г. организует и проводит научно-практические конференции: «Город Чайковский от древности до наших дней» (1996, 2001, 2006, 2011, 2016, 2021 гг.), «Сведомские в селе Завод-Михайловский (1999, 2000, 2003 гг.), «Музей и время» (2005 г.).
Чайковский историко-художественный музей принимает активное участие в подготовке материалов и издании книг, посвященных истории города Чайковского. Чайковский историко-художественный музей участвовал в подготовке книги «Навстречу веку» (2019 г.), посвященной 95-летию Фокинского (в настоящее время Чайковского) района, и книги «Чайковский – территория культуры» (2021 г.). С 2001 г. музей помогал в подготовке к публикации книг «С неба Звездочка упала» (В. Д. Чупин), «Чайковский – город нашей мечты» (О.И. Тодощенко), «Их помнит мир спасенный» и «Труженики тыла – фронту) (В.И. Якунцов).